# Людина, яка продала свою шкіру
«Людина, яка продала свою шкіру» («The Man Who Sold His Skin») — драматичний кінофільм спільного виробництва Тунісу, Франції, Німеччини, Бельгії, Швеції та Туреччини, знятий режисером Каутером Бен Ганія. Світова прем'єра відбулася 4 жовтня 2021 року; прем'єра в Україні — 14 жовтня 2021-го.

## Сюжет
Молодий, чутливий та водночас імпульсивний сирієць Сем Алі змущено залишив свою країну через війну та переїхав у Ліван. Аби поліпшити свій фінансовий стан він погоджується на татуювання своєї спини від одного з найпопулярніших художників сучасності. Тепер його тіло — престижний витвір мистецтва, а він позбавлений свободи.

## У ролях
- Ях'я Махайні — Сем Алі
- Деа Ліан — Абер
- Коен де Боу — Джеффрі Годефрой
- Моніка Беллуччі — Сорайя Валді
- Даріна Аль Жунді — мати Сема
- Раудха Баккуш — мати Абер
- Саад Лостан — Зіад
- Жан Дадох — Азем
- Крістіан Вадим — Вільям
- Марк де Панда — Марк Шин
- Хусам Чадат — Адель Сааді
- Руперт Вайнн-Джеймс — Мартін, куратор
- Патрік Альбенке — Крістіан Вальц
- Стасі Деворзон — фрау Вальц
- Файкал Хассаїрі — мосьє Шукер
- Жак Жермен — суддя
- Вім Дельвуа — страховик

## Знімальна група
- Режисер — Каутер Бен Ганія
- Сценарист — Каутер Бен Ганія
- Оператор — Крістофер Аун
- Композитор — Амін Буафа
- Продюсери — Хабіб Аттія, Танассіс Каратанос, Філіпп Лож'є, Ентоні Муїр, Сімон Офенлох, Мартен Ампель
- Кастинг-директор — Жюльєн Гроссі